# 요르단카 돈코바
요르단카 돈코바(불가리아어: Йорданка Донкова, 1961년 9월 28일 ~ )는 불가리아의 전직 육상 선수이다.
돈코바는 어린 시절에 사고를 겪어 그 결과 2개의 손가락을 잃었다. 그녀는 하계 올림픽 금메달과 동메달은 물론, 9개의 유럽 실내와 실외 선수권 메달 획득으로 두드러졌다. 1988년에 세운 그녀의 5번째 100m 허들 기록 12.21초는 아직도 현존하는 세계 기록이다.
총계로 봐서 돈코바는 주요 육상 토너먼트에서 16개의 메달을 획득하였다.
서울 올림픽 이후, 돈코바는 미국 대표로 참가하는 것을 제안 받았지만, 자신의 국가 충성을 변경하는 것을 반대했고 불가리아를 대표하는 것을 계속하였다.